# Јосиф Бродски
Јосиф Александрович Бродски (рус. Ио́сиф Алекса́ндрович Бро́дский; Лењинград, 24. мај 1940 — Њујорк, 28. јануар 1996), руски је песник и есејиста јеврејског порекла, добитник Нобелове награде за књижевност 1987. године.

## Живот и дело
Рођен је у јеврејској породици, оцу Александру Ивановичу Бродском (1903—1984) и мами Марији Мојсејевни Волперт (1905—1983) у Лењинграду (данашњи Санкт Петербург). Отац Александар је био мајор у Совјетској морнарици и радио као војни фоторепортер а након рата у фотолабораторију поморског музеја Петра Великог, док је мама Марија радила као књиговођа. Јосиф је похађао неколико основних школа (Школа бр. 203, Школа бр. 196 и Школу бр. 181 - где је понављао 7 разред).   У петнаестој години, након седмог разреда, напустио је школу и покушао да се, безуспешно, упише у подморничку школу (Друго Балтско училишче), према Јосифу разлог је био јеврејско порекло а званично није прошао здравствени преглед  - астигматизам левог ока.  Вратио се за једну годину у школу бр. 196 након чега се, као 15-годишњак, запослио у фабрици Арзенал, где је радио на глодалици. 
Након одлуке да постане лекар радио је разне послове у болницама. Поред тога радио је на свом образовању. Научио је енглески и пољски језик (како би могао да преводи поеме Чеслава Милоша, који је био његов пријатељ). Проучавао је класичну филозофију, религију, енглеску и америчку поезију. Почео је да пише 1956. године. На његову поезију утицала је Ана Ахматова. У Совјетској Русији његова дела нису објављена, док је у САД објавио Песме и поеме (1965), Сећања на Т. С. Елиота (1967) и збирку поезије Станица у пустињи (1970).
Године 1963, оптужен је за „друштвени паразитизам“ и осуђен на присилни рад у области Архангелска, на пет година. Казна му је смањена након протеста еминентних совјетских и европских књижевника као што су Јевгениј Јевтушенко и Жан Пол Сартр.
Године 1972, био је принуђен  да напусти СССР.    Настањује се у САД где као амерички држављанин предаје историју руске и енглеске књижевности на колеџу у Маунт Холиоку. У САД објавио је следећа дела: Крај бел епока (1977), Део говора (1977), Нове станице за Август (1982), драму Мрамор (1984), есеја Удовољити сенци (1986), Уранија (1987), Водени жиг (1991), О туговању и разуму. За збирку есеја Удовољити сенци добио је престижну награду америчке књижевне критике 1986, а наредне године постаје почасни доктор универзитета у Јејлу као и члан Америчке академије и Института за књижевност. Добио је Нобелову награду за књижевност 1987. године, а 1991. одликован је Легијом части.

## Књижевни утицај
На Бродског су највише утецала дела Марине Цветајеве, Ане Ахматове, Роберта Фроста и Вистана Хјуг Одена. За литературу 20. века као „најинтересантнију појаву” имао је Марину Цветајеву у руској књижевности и Фроста у енглеској литератури. 
Јосиф Бродски је умро од срчаног удара у Њујорку 28. јануара 1996. године. По сопственој жељи сахрањен је на гробљу Сан Микеле у Венецији. 
У Санкт Петербургу је у децембру 2021. године отворен Музеј Јосифа Бродског.

## Цитати
- Постоје злочини гори од спаљивања књига. Један од њих је не читати их.
- Свака списатељска каријера почиње као трагање за светошћу, за самоусавршавањем. Пре или касније, а по правилу веома брзо, човек открива да његова оловка остварује много више од његове душе.

## Радови

### Поетске колекције
- 1967: Elegy for John Donne and Other Poems, selected, translated, and introduced by Nicholas William Bethell, London: Longman[9]
- 1968: Velka elegie, Paris: Edice Svedectvi
- 1972: Poems, Ann Arbor, Michigan: Ardis
- 1973: Selected Poems, translated from the Russian by George L. Kline. New York: Harper & Row
- 1977: A Part of Speech[10]
- 1977: Poems and Translations, Keele: University of Keele
- 1980: A Part of Speech, New York: Farrar, Straus & Giroux
- 1981: Verses on the Winter Campaign 1980, translation by Alan Myers.–London: Anvil Press
- 1988: To Urania: Selected Poems, 1965–1985, New York: Farrar, Straus & Giroux
- 1995: On Grief and Reason: Essays, New York: Farrar, Straus & Giroux
- 1996: So Forth: Poems, New York: Farrar, Straus & Giroux
- 1999: Discovery, New York: Farrar, Straus & Giroux
- 2000: Collected Poems in English, 1972–1999, edited by Ann Kjellberg, New York: Farrar, Straus & Giroux
- 2001: Nativity Poems, translated by Melissa Green–New York: Farrar, Straus & Giroux
- 2020: Selected Poems, 1968-1996, edited by Ann Kjellberg, New York: Farrar, Straus & Giroux

### Збирке есеја и интервјуа
- 1986: Less Than One: Selected Essays, New York: Farrar, Straus & Giroux. (Winner of the National Book Critics Circle Award)
- 1992: Watermark, Noonday Press; New York: Farrar, Straus & Giroux, reflecting the writer’s love affair with Venice, where he stayed at least 20 times.
- 1995: On Grief and Reason: Essays. Farrar, Straus and Giroux.
- 2003: Joseph Brodsky: Conversations, edited by Cynthia L. Haven. Jackson, Miss.: University Press of Mississippi Literary Conversations Series.

### Драме
- 1989: Marbles : a Play in Three Acts, translated by Alan Myers with Joseph Brodsky.–New York: Farrar, Straus & Giroux
- 1991: Democracy! in Granta 30 New Europe, translated by Alan Myers and Joseph Brodsky.

## У филму
- 2008 - A Room And A Half (Полторы комнаты или сентиментальное путешествие на родину
- 2015 - Brodsky is not a Poet (Бродский не поэт, Brodskiy ne poet)
- 2018 - Dovlatov (Довлатов)[11][12]

## Колекције на руском
- 1965: Stikhotvoreniia i poemy, Washington, D.C. : Inter-Language Literary Associates
- 1970: Ostanovka v pustyne, New York: Izdatel'stvo imeni Chekhova . Rev. ed. Ann Arbor, Mich.: Ardis. 1989. Недостаје или је празан параметар |title= (помоћ)
- 1977: Chast' rechi: Stikhotvoreniia 1972–76, Ann Arbor, Mich.: Ardis
- 1977: Konets prekrasnoi epokhi : stikhotvoreniia 1964–71, Ann Arbor, Mich.: Ardis
- 1977: V Anglii, Ann Arbor, Mich.: Ardis
- 1982: Rimskie elegii, New York: Russica
- 1983: Novye stansy k Avguste : stikhi k M.B., 1962–1982, Ann Arbor, Mich.: Ardis
- 1984: Mramor, Ann Arbor, Mich.: Ardis
- 1984: Uraniia : Novaia kniga stikhov, Ann Arbor, Mich.: Ardis
- 1989: Ostanovka v pustyne, revised edition, Ann Arbor, Mich.: Ardis, 1989 (original edition: New York: Izdatel'stvo imeni Chekhova, 1970)
- 1990: Nazidanie : stikhi 1962–1989, Leningrad : Smart
- 1990: Chast' rechi : Izbrannye stikhi 1962–1989, Moscow: Khudozhestvennaia literatura
- 1990: Osennii krik iastreba : Stikhotvoreniia 1962–1989, Leningrad: KTP LO IMA Press
- 1990: Primechaniia paporotnika, Bromma, Sweden : Hylaea
- 1991: Ballada o malen'kom buksire, Leningrad: Detskaia literatura
- 1991: Kholmy : Bol'shie stikhotvoreniia i poemy, Saint Petersburg: LP VTPO "Kinotsentr"
- 1991: Stikhotvoreniia, Tallinn: Eesti Raamat
- 1992: Naberezhnaia neistselimykh: Trinadtsat' essei, Moscow: Slovo
- 1992: Rozhdestvenskie stikhi, Moscow: Nezavisimaia gazeta (revised edition in 1996)
- 1992–1995: Sochineniia, Saint Petersburg: Pushkinskii fond, 1992–1995, four volumes
- 1992: Vspominaia Akhmatovu / Joseph Brodsky, Solomon Volkov, Moscow: Nezavisimaia gazeta
- 1992: Forma vremeni : stikhotvoreniia, esse, p'esy, Minsk: Eridan, two volumes
- 1993: Kappadokiia.–Saint Petersburg
- 1994: Persian Arrow/Persidskaia strela, with etchings by Edik Steinberg.–Verona: * Edizione d'Arte Gibralfaro & ECM
- 1995: Peresechennaia mestnost ': Puteshestviia s kommentariiami, Moscow: Nezavisimaia gazeta
- 1995: V okrestnostiakh Atlantidy : Novye stikhotvoreniia, Saint Petersburg: Pushkinskii fond
- 1996: Peizazh s navodneniem, compiled by Aleksandr Sumerkin.–Dana Point, Cal.: Ardis
- 1996: Rozhdestvenskie stikhi, Moscow: Nezavisimaia gazeta, revised edition of a work originally published in 1992
- 1997: Brodskii o Tsvetaevoi, Moscow: Nezavisimaia gazeta
- 1998: Pis'mo Goratsiiu, Moscow: Nash dom
- 1996 and after: Sochineniia, Saint Petersburg: Pushkinskii fond, eight volumes
- 1999: Gorbunov i Gorchakov, Saint Petersburg: Pushkinskii fond
- 1999: Predstavlenie : novoe literaturnoe obozrenie, Moscow
- 2000: Ostanovka v pustyne, Saint Petersburg: Pushkinskii fond
- 2000: Chast' rechi, Saint Petersburg: Pushkinskii fond
- 2000: Konets prekrasnoi epokhi, Saint Petersburg: Pushkinskii fond
- 2000: Novye stansy k Avguste, Saint Petersburg: Pushkinskii fond
- 2000: Uraniia, Saint Petersburg: Pushkinskii fond
- 2000: Peizazh s navodneniem, Saint Petersburg: Pushkinskii fond
- 2000: Bol'shaia kniga interv'iu, Moscow: Zakharov
- 2001: Novaia Odisseia : Pamiati Iosifa Brodskogo, Moscow: Staroe literaturnoe obozrenie
- 2001: Peremena imperii : Stikhotvoreniia 1960–1996, Moscow: Nezavisimaia gazeta
- 2001: Vtoroi vek posle nashei ery : dramaturgija Iosifa Brodskogo, Saint Petersburg: Zvezda